# Список персонажей Steam Detectives
Персонажи Steam Detectives — Здесь приведены более подробные описания главных героев и злодеев действующие в аниме-сериале Steam Detectives (1998 г.). Также рассказывается об изначальном происхождении Мегамотонов, и дается техническая характеристика двух Мегамотонов сконструированными Доктором Guilty.

## Герои

### Нарутаки
Отец Нарутаки был весьма известным детективом в городе, и с отличием нес службу в полиции. Оба родители Нарутаки были убиты бандитами ещё в его детстве. Возможно из-за этого, Нарутаки поставил главную цель своей жизни — борьбу с преступностью. С тех пор он работает с двойным усилием. Нарутаки открыл своё собственное детективное агентство, контора которой располагается в его собственном доме. Там он принимает посетителей, таких как инспектора Ягами, изучает события в газетах и расследует последние новости криминального мира. Там ему помогает его ассистентка Лин Лин. Нарутаки спокойный и хладнокровный молодой юноша, не боящийся смотреть опасности в лицо. Он предпочитает иметь детальные и полные данные под рукой, прежде чем отправиться на расследование очередного преступления. Он весьма богатый и поэтому имеет возможность изобретать и создавать всевозможные гаджеты, которые он использует против преступников. У Нарутаки есть небольшой мотороллер, который и является его главным способом передвижения по городу. Хотя многие в городе пренебрежительно относятся к Нарутаки, он не сдается и считает своим главным долгом продолжать вести борьбу с бандитами, несмотря на что думают о нем другие.

### Сю Ринрин
Ринрин является дочерью всемирного известного ученого — доктора Сю. Ей 16 лет. Ринрин полная сирота, если не считать её старшую сестру Ранран. Впрочем, они почти не встречаются после того как Ранран решила принять сторону бандитов и перешла к Ле Бледу. Не известно, испытывает она какие либо чувства к своей младшей сестре. Ринрин работает медсестрой в большом городском госпитале, и в свободное время помогает Нарутаки в его расследованиях. Она является вторым членом его детективного агентства. Ринрин заботливая и добрая девушка, и все жители города Вечного Пара могут рассчитывать на её помощь, даже если ими являются отъявленные бандиты. Ринрин никогда не откажет людям в помощи. Она сильно предана Нарутаки и весьма тепло относиться к нему. Возможно это потому что кроме Нарутаки, у неё нет близких к ней людей. Она любит чай, теплые ванны, чтение книг и коллекционирование антикварных вещей. Ринрин также неплохо играет в шахматы и всегда побеждает Нарутаки.

### Горики
Горики — робот, сконструированный отцом Ринрин, знаменитым доктором Сю. Доктор Сю являлся одним из самых известных ученых города Вечного Пара и исследовал возможности создания новых серий Мегаматонов. Как ученый он полагал, что возможности этих роботов ещё далеко не исчерпаны, и что они могут серьёзно переменить жизнь людей к лучшему. Однако д—р Сю внезапно скончался при невыясненных обстоятельствах. Мозг знаменитого ученого был имплантирован в его мегаматона Горики. С тех пор Горики как будто ожил и обрел душу, хотя все мегаматоны являются обычными роботами. Многие пытались исследовать Горики и выяснить причину этого феномена, но все догадки и предположения остаются тайной.
После смерти д—р Сю, Горики был похищен Фантомом, который заставил его рыскать по городу Вечного Пара и совершать дерзкие налеты на людей. К счастью для Горики, его обнаружил молодой детектив Нарутаки который столкнулся с Ночным Фантомом. Нарутаки смог освободить Горики (и Ринрин, которая тогда работала с Фантомом) от его хватки. Горики присоединился к нему, и с тех пор является 3—м членом детективного агентства Нарутаки.

### Кавакубо
- Кавакубо (яп. 川久保) — Старый слуга и дворецкий Нарутаки. Он служил ещё родителям Нарутаки. Нарутаки полностью доверяет ему и предоставляет ему важнейшую должность вести повседневые переговоры с полицией с целью координации общей деятельности против преступности. Кавакубо также ведет финансовые и повседневные дела Нарутаки, предоставляя ему больше время для создания гаджетов и борьбы с бандитами. Иногда Кавакубо работает в лаборатории вместе с Нарутаки, где они изобретают новые гаджеты, хотя из-за его возраста это происходит не часто. Кавакубо также является ответственным за поддержание мегаматона Горики в рабочем состоянии, и исправления разных неполадок.
Сэйю: Юти Нагасима

## Злодеи

### Маргарита

#### Паста и Дория
- Паста и Дория — криминальными ассистенты и подчинённые Маргариты. Они не очень умны, и более боятся своего босса, чем полицию. Паста и Дория носят черные костюмы с галстуками и скрывают лица под темными очками. Паста толстый и короткий, а Дория худой и высокий.

### Остальные
- Ягами — Инспектор Ягами является ветераном полиции города Вечного Пара. Он серьёзный и уважаемый человек в городе. Инспектор Ягами весьма озабочен ростом преступности, а также растущей коррупции внутри полицейского отдела. Он ясно понимает что с такой обстановкой, справиться с бандитами своими силами весьма затруднительно и поэтому приветствует помощь Нарутаки и его агентства извне. Ягами является союзником Нарутаки, и его главным контактом в полиции. Когда агентству Нарутаки требуется дополнительная информация об преступнике, они всегда смогут положиться на инспектора Ягами. В свою очередь, Ягами обращается к Нарутаки когда его сыщики не могут разобраться в запутанном деле, или когда им противостоит один из нижеуказанных злодеев где требовается помощь самого Нарутаки и его мегамотона Горики. Когда жители в нужде защиты оказываются сами же члены детективного агентства Нарутаки, инспектор Ягами напоминает им, что они все же остаются простыми гражданами, а не настоящими полицейскими. Ягами знает что расследования и действия Нарутаки не всегда могут совпадают с официальными правилами полицейской работы, что раздражает многих в его отделе. Тем не менее, он всегда готов поддержать Нарутаки и его необычные способы раскрытия преступлений, если это приведёт к освобождению города от бандитов.

## История Мегаматонов
Мегаматоны — это роботы созданные учеными мегаполиса Вечного Пара для помощи людям. Мегаматонов обычно строят из железа, чугуна и металла. Они работают при помощи двигателей паровых машин. Все мегаматоны обладают исключительной силой и могут легко поднимать тяжелые материалы, поэтому их часто привлекают для всяких тяжелых и трудных физических работ, например на стройках. Они также состоят на службе в полиции мегаполиса и борются против преступников. Однако в свою очередь бандиты также обладают мегамотонами при помощи которых они совершают дерзкие нападения. Барон является одним из таких преступников, у которых есть собрание многих мегаматонов. Они не автономны и обычно должны получать свои указания от людей с помощью дистанционного управлению. Единственное исключение составляет Горики, мегаматон Ринрин, который может передвигаться без всяких указаний извне.

## Мегамотоны Доктора Guilty

### Shadow Bolt #1
- Рост: 8 метров
- Вес: 55 тон
- Ширина: 5.45 метров
- Тело: Усиленный металл
- Работает на: Паровом двигателе RX-328-B Special
- Радио: Daisen Electronic
- Охладительная система: 10 водяных радиаторов
- Максимальная сила: 16000000ps

Shadow Bolt #1 был уничтожен в битве с Горики.

### Shadow Bolt #2
- Рост: 9.30 метров
- Вес: 82 тон
- Ширина: 7.45 метров
- Тело: Усиленный металл
- Работает на: Паровом двигателе RX-328-C Special
- Радио: Daisen Electronic
- Охладительная система: 8 водяных радиаторов
- Максимальная сила: свыше 23000000ps